# Liubangosaurus
Liubangosaurus is een geslacht van sauropode dinosauriërs dat tijdens het vroege Krijt leefde in het gebied van de huidige Volksrepubliek China.

## Naamgeving en vondst
De typesoort Liubangosaurus hei werd in 2010 benoemd en beschreven door Mo Jinyou, Xu Xing en Eric Buffetaut. De geslachtsnaam verwijst naar het dorp Liubang. De soortaanduiding eert professor He Xinlu.
Het fossiel, holotype NHMG 8152, is in 2001 nabij Liubang in Guanxi gevonden in een laag van de Napaiformatie die dateert uit het Aptien-Albien. Het bestaat uit een reeks van vijf achterste ruggenwervels.

## Beschrijving
De beschrijvers hebben voor Liubangosaurus een unieke combinatie van afgeleide eigenschappen weten vast te stellen: de voorste werveluitsteeksels, de prezygoapofysen, staan in nauwe verbinding met de onderste bases, de parapofysen, van de zijuitsteeksels waarbij verschillende beenrichels die zich meestal op dit punt bevinden, de lamina prezygodiapophysealis en de lamina prezygoparapophysealis, ontbreken; de bovenkant van de diapofyse, het zijuitsteeksel, heeft een uitholling; het doornuitsteeksel is erg laag waarbij het hoogste punt niet boven de top van de diapofysen uitkomt; het uiteinde van het doornuitsteeksel is dwars sterk verbreed zodat bovenop een plateau ontstaat; tussen de parapofyse en een beenrichel onder de diapofyse, de lamina infradiapophysealis, bevindt zich een opvallende groeve; deze richel loopt verticaal en splitst zich onderaan zodat hij de vorm heeft van een omgekeerde Y; de wervelboog heeft brede platte zijkant zonder richels; de parapofysen zijn hoog geplaatst, groot en hebben een druppelvorm.

## Fylogenie
De beschrijvers hebben Liubangosaurus in de groep van de Eusauropoda geplaatst.